# Fasciola gigantica
Fasciola gigantica é uma espécie de trematódeo da família Fasciolidae. É o causador da fasciolíase em ruminantes na Ásia e na África. Pode infectar o homem ocasionalmente.